# Леон III
Леон III (груз. ლეონ; д/н — 967) — 11-й цар Абхазії у 957—967 роках.

## Життєпис
Походив з династії Леонідів (Анчабадзе). Другий син абхазького царя Георгія II. Про дату народження та молоді роки обмаль відомостей. У 926 році після придушення заколоту свого старшого сина Костянтина Георгій II призначив Леона новим намісником Картлі.
У 930-х роках брав участь у військових кампаніях батька проти Квіріке II, князя Кахетії, який відмовлявся підтвердити свій васалітет. На бік абхазів перейшов брат останнього Шурта. Зрештою Квіріке II був переможений.
956 року Квіріке II, якого було відновлено в Кахетії, спровокував повстання в Картлі. Георгій II відправив для придушення повстання свого сина Леона, але під час цього походу 957 року Георгій II помер, тому Леон не завершивши компанії повернувся до Кутаїсі, щоб коронуватися. За цим вдерся до Кахетії, змусивши Квіріке II погодитися на шлюб свого сина Давида з донькою Леон III. Втім абхазька принцеса незабаром померла.
964 року встановив владу над областю Джавахетія. Леон III знову вдерся до Кахеті, де взяв захопив міста Мухнарі, Херка і Базалеті. 967 року, перебуваючи в Кахеті, Леон III захворів й помер в Базалеті. Його спадкував брат Деметре III.

## Меценатство
Продовжив політику батька щодо спорудження церков і соборів, найвеличнішим з яких було Кумурдо, зведене протягом панування Леона III. Також церкву Успіння Пресвятої Богородиці суттєво було розширено й перетворено на собор.